# Håkan Karlsson
Håkan Martin Karlsson (Mellerud, 30 de junho de 1958) é um ex-ciclista sueco de ciclismo de estrada. Competiu nos Jogos Olímpicos de Verão de 1980 em Moscou, fazendo parte da equipe sueca que terminou em décimo segundo lugar na prova de 100 km contrarrelógio por equipes.